# روان‌شناسی رشدی فرگشتی
روان‌شناسی رشدی فرگشتی (انگلیسی: Evolutionary developmental psychology) یک الگوی پژوهشی است که اصول اولیه تفرگشت را با انتخاب طبیعی برای درک رشد رفتار و شناخت انسان به کار می‌گیرد. این شامل مطالعه مکانیسم‌های ژنتیکی و محیطی است که زیربنای روان‌شناسی تکوینی شایستگی‌های اجتماعی و شناخت و همچنین فرآیندهای اپی‌ژنتیک (تعاملات ژن-محیط) است. که این شایستگی‌ها را با شرایط محلی تطبیق می‌دهند.